# Lista över kejserliga ryska flottans flaggor och befälstecken
Detta är en lista över de flaggor och befälstecken som användes av den kejserliga ryska flottan från 1701 till 1917.

## Flaggor och befälstecken
| Flagga                              | I bruk | Beteckning                                                           | Anmärkningar |
|                                     | 1701 — 16 december 1917 | Örlogsgös                                                            |              |
| ----------------------------------- | --- | -------------------------------------------------------------------- | ------------ |
| 1704—1913                           | Fästningsflagga för sjöfästningar |                                                                      |              |
| 1712 — 9 mars 1870                  | Kejsarflagga | Hissad på stormasten betecknade det att en storfurste var ombord     |              |
| 1721—1917                           | Generalamirals tecken |                                                                      |              |
| 15 december 1873 — 16 december 1917 | Befälstecken för kommendanten i fästningarna Kronstadt, Viborg, Sveaborg, Kertj, Nikolajev och Sevastopol                                          |                                                                      |              |
| 4 november 1893 — 16 december 1917  | Befälstecken för kommendanten i sjöfästningen Otsjakov                                                                                             |                                                                      |              |
|                                     | 7 december 1913 — 16 december 1917 | Fästningsflagga                                                      |              |
|                                     | 13 januari 1720 — 25 februari 1797 | Kejserlig galärflagga                                                |              |
|                                     | |                                                                      |              |
| 1712-1918                           | Örlogsflagga |                                                                      |              |
| 13 januari 1720 — 25 februari 1797  | Befälstecken för förste amiraler |                                                                      |              |
| 25 februari 1797 — 12 juli 1865     | Befälstecken för äldste amiral (chef för första eskadern)                                                                                          |                                                                      |              |
|                                     | 13 januari 1720 — 25 februari 1797 | Förste amiralsflagga för galärflottan                                |              |
| 3 november 1765 — 11 augusti 1831   | Galärflottans flagga |                                                                      |              |
| 11 augusti 1831 — 12 juli 1865      | Roddflottans flagga |                                                                      |              |
| 12 maj 1903 — 16 december 1917      | Flagga för båtar tillhöriga Livgardets Semjonovska regemente                                                                                       |                                                                      |              |
|                                     | 5 juni 1819 — 16 december 1917 | Befälstecken för amiral förlänad Sankt Georgsorden                   |              |
|                                     | 16 mars 1870 — 16 december 1917 | Befälstecken för viceamiraler                                        |              |
|                                     | 16 mars 1870 — 16 december 1917 | Befälstecken för viceamiral förlänad Sankt Georgsorden               |              |
|                                     | 16 mars 1870 — 16 december 1917 | Befälstecken för konteramiral                                        |              |
|                                     | 5 juni 1819 — 16 december 1917 | Befälstecken för konteramiral förlänad Sankt Georgsorden             |              |
|                                     | 13 januari 1720 — 29 december 1732 | Befälstecken för andre amiral                                        |              |
| 22 december 1743 — 9 mars 1763      | | Befälstecken för andre amiral                                        |              |
| 25 maj 1804 — 12 juli 1865          | Flagga för andra eskadern |                                                                      |              |
| 24 mars 1870—1883                   | Flagga för hjälpfartyg |                                                                      |              |
| 1883—11(14) juni 1907               | Flagga för hjälpfartyg under befäl av en officer                                                                                                   |                                                                      |              |
| 11(14) juni 1907—1917               | Flagga för transportfartyg, fartyg för utläggning av sjömärken och sjömätningsfartyg, med militär besättning eller under befäl av en officer       |                                                                      |              |
|                                     | 1883—1907 | Flagga för trängfartyg med en fartygsbefälhavare från handelsflottan |              |
| 1907—24 april 1912                  | Flagga för transportfartyg, fartyg för utläggning av sjömärken och sjömätningsfartyg, med civil besättning som inte står under befäl av en officer |                                                                      |              |
| 24 april 1912 — 24 december 1914    | Flagga för fyrskepp, sjömätningsfartyg och fartyg för utläggning av sjömärken                                                                      |                                                                      |              |
| 24 december 1914 — 1917             | Flagga för statsfartyg där besättningen inte utgörs av militär personal                                                                            |                                                                      |              |
|                                     | 13 januari 1720 — 25 februari 1797 | Andre amiralsflagga för galärflottan                                 |              |
|                                     | 25 februari 1797 — 25 maj 1804 | Befälstecken för chefen för andra divisionen                         |              |
|                                     | 13 januari 1720 — 29 december 1732 | Befälstecken för tredje amiraler                                     |              |
| 22 december 1743 — 9 mars 1763      | | Befälstecken för tredje amiraler                                     |              |
| 25 maj 1804 — 12 juli 1865          | Flagga för tredje eskadern |                                                                      |              |
|                                     | 13 januari 1720 — 25 februari 1797 | Tredje amiralsflagga för galärflottan                                |              |
| 26 juli 1910 — 16 december 1917     | Flagga för båtar tillhöriga Livgardets Kexholmska regemente                                                                                        |                                                                      |              |
|                                     | 25 februari 1797 — 25 maj 1804 | Befälstecken för chefen för tredje divisionen                        |              |

## Kejserliga tecken
| Tecken                | I bruk                                             | Beteckning                                      |  |
|                       | 1703 — 1720                                        | Tsarflagga                                      |  |
|                       | 13.01.1720 — 12.06.1842                            | Kejserlig flagga                                |  |
|                       | 13.01.1720 — 25.02.1797                            | Kejserlig galärflagga                           |  |
|                       | 12.07.1858 — 16.12.1917                            | Kejserlig fartygsflagga                         |  |
|                       | 12.07.1858 — 09.03.1870                            | Kejsarinnans flagga                             |  |
|                       | 9.03.1870 — 16.12.1917                             | Kejsarinnans flagga                             |  |
| --------------------- | -------------------------------------------------- | ----------------------------------------------- |  |
|                       | 1797 — 7.09.1827                                   | Kejsarflagga för tronföljaren som generalamiral |  |
| 7.09.1827 — 9.03.1870 | Kejsarflagga för tronföljaren oavsett militär grad |                                                 |  |
|                       | 1797 — 7.09.1827                                   | Slupflagga för tronföljare med amirals grad     |  |
|                       | 9.03.1870 — 1917                                   | Tronföljarens flagga                            |  |
|                       | från 1850-talet                                    | Flagga för storfurste                           |  |
|                       | 9.03.1870 — 1917                                   | Flagga för storfurstar och storfurstinnor       |  |